# Arkadiusz Gruszka
Arkadiusz Gruszka (ur. 4 marca 1978) – polski kierowca rajdowy i rallycrossowy, triumfator serii Rally America.

## Życiorys
W 2007 roku zadebiutował Subaru Imprezą STi N10 w Rally America, zajmując 19. miejsce w klasyfikacji generalnej Lake Superior Rally. Rok później założył własny zespół pod nazwą Art Rally Team. Uczestniczył wówczas przeważnie w serii RA Central. W 2009 roku realizował pełny program w Rally America, rywalizując Mitsubishi Lancer Evo IX; jego pilotem był Łukasz Wroński. Najlepszym rezultatem Gruszki było dwukrotnie piąte miejsce, a w klasyfikacji końcowej Polak zajął dziewiąte miejsce. W latach 2010–2014 startował w rajdach okazjonalnie, koncentrując się na imprezach rallycrossowych. W 2011 roku zajął ósme miejsce w klasyfikacji końcowej Global RallyCross Championship. Uczestniczył także w mistrzostwach Rally America Rallycross.
W roku 2015 zmienił pojazd na Mitsubishi Mirage RS Proto Evo II i powrócił do regularnej rywalizacji w rajdach. W 2017 roku, pilotowany przez Wrońskiego, wygrał cztery rajdy (Sno*Drift Rally, Rally in the 100 Acre Wood, Southern Ohio Forest Rally i Rally Wyoming) i zakończył sezon mistrzostwem z przewagą 57 punktów nad drugim Patrickiem Moro. W dalszych latach rywalizował okazyjnie.
Mieszka w Addison.